# Тафеа (футбольний клуб)
Футбольний клуб «Тафеа» (англ. Tafea Football Club, фр. Tafea Football Club) — вануатський футбольний клуб з Порт-Віли, заснований у 1994 році. Виступає у Чемпіонаті Вануату. Домашні матчі приймає на «Муніципальному стадіоні», місткістю 6 500 глядачів.

## Досягнення

### Національні
- Національна Суперліга
  - Чемпіон: 2005, 2009, 2013, 2014
- Чемпіонат Вануату
  - Чемпіон: 1994, 1995, 1996, 1997, 1998, 1999, 2000, 2001, 2002, 2003, 2004, 2005, 2006, 2007, 2008–09

### Міжнародні
- Ліга чемпіонів ОФК
  - Фіналіст: 2001.